# Sup'Internet
Sup'Internet är en fransk högskola med inriktning på internet. Skolan, som grundades 2011, har tre inriktningar: webbdesign, -teknik och -marknadsföring. Sup'Internet är belägen i Paris och är en del av den privata utbildningskoncernen IONIS Education Group 20-talet skolor.